# Tsukuba Express
La ligne Tsukuba Express (つくばエクスプレス線, Tsukuba ekusupuresu-sen), ou TX, est une ligne ferroviaire de la Metropolitan Intercity Railway Company dans la région de Kantō au Japon. Elle relie la gare d'Akihabara à Chiyoda (Tokyo) et la gare de Tsukuba dans la préfecture d'Ibaraki. La ligne a été mise en service en août 2005 et est longue de 58,3 km avec vingt gares.

## Histoire
La ligne Tsukuba Express a d'abord été conçue pour doubler et désengorger la ligne Jōban de la JR East. Sous le nom de « Nouvelle ligne Jōban », elle devait relier la gare de Tokyo à celle de Moriya. Mais à la suite de difficultés économiques, le projet a été modifié. Le terminus dans Tokyo a été déplacé plus au nord, à la gare d'Akihabara. Par contre la ligne a été étendue jusqu'à Tsukuba, à la suite des pressions du gouvernement de la préfecture d'Ibaraki. Le projet a alors pris le nom de Tsukuba Express.
Les travaux de construction ont commencé en 1992. La ligne a ouvert le 24 août 2005.

## Caractéristiques

### Ligne
- Longueur : 58,3 km[4]
- Nombre de gares : 20
- Conduite manuelle
- Vitesse maximum : 130 km/h
- Meilleur temps de parcours : 45 min
- Double voie sur l'ensemble de la ligne
- Ecartement: 1 067 mm
- Alimentation par caténaire :
  - Akihabara - Moriya : 1 500 V courant continu
  - Moriya - Tsukuba : 20 kV 50 Hz courant alternatif

La ligne passe du courant continu (sur le tronçon Akihabara-Moriya) au courant alternatif (sur le tronçon Moriya-Tsukuba) pour éviter de créer des interférences avec les mesures géomagnétiques, de l'Agence météorologique du Japon. Cet impact est aussi présent sur la ligne Joban entre Toride et Iwanuma. Et c'est également pour cette raison que la Ligne Jōsō a abandonné son électrification.
Les quais de chaque gare sont équipés de portes palières automatiques.

### Tracé
|  |

### Liste des gares
| Numéro | Gare                   | Nom japonais         | Distance (km) | Correspondance(s)                                                 | Localisation | Localisation          |
| ------ | ---------------------- | -------------------- | ------------- | ----------------------------------------------------------------- | ------------ | --------------------- |
| 01     | Akihabara              | 秋葉原               | 0             | JR East : Chūō-Sōbu, Keihin-Tōhoku, Yamanote Tokyo Metro : Hibiya | Chiyoda      | Tokyo                 |
| 02     | Shin-Okachimachi       | 新御徒町             | 1,6           | Toei : Ōedo                                                       | Taitō        | Tokyo                 |
| 03     | Asakusa                | 浅草                 | 3,1           |                                                                   | Taitō        | Tokyo                 |
| 04     | Minami-Senju           | 南千住               | 5,6           | JR East : Jōban Tokyo Metro : Hibiya                              | Arakawa      | Tokyo                 |
| 05     | Kita-Senju             | 北千住               | 7,5           | Tokyo Metro : Chiyoda, Hibiya JR East : Jōban Tōbu : Skytree      | Adachi       | Tokyo                 |
| 06     | Aoi                    | 青井                 | 10,6          |                                                                   | Adachi       | Tokyo                 |
| 07     | Rokuchō                | 六町                 | 12,0          |                                                                   | Adachi       | Tokyo                 |
| 08     | Yashio                 | 八潮                 | 15,6          |                                                                   | Yashio       | Préfecture de Saitama |
| 09     | Misato-chūō            | 三郷中央             | 19,3          |                                                                   | Misato       | Préfecture de Saitama |
| 10     | Minami-Nagareyama      | 南流山               | 22,1          | JR East : Musashino                                               | Nagareyama   | Préfecture de Chiba   |
| 11     | Nagareyama-centralpark | 流山セントラルパーク | 24,3          |                                                                   | Nagareyama   | Préfecture de Chiba   |
| 12     | Nagareyama-ōtakanomori | 流山おおたかの森     | 26,5          | Tōbu : Urban Park                                                 | Nagareyama   | Préfecture de Chiba   |
| 13     | Kashiwanoha-campus     | 柏の葉キャンパス     | 30,0          |                                                                   | Kashiwa      | Préfecture de Chiba   |
| 14     | Kashiwa-Tanaka         | 柏たなか             | 32,0          |                                                                   | Kashiwa      | Préfecture de Chiba   |
| 15     | Moriya                 | 守谷                 | 37,7          | Kantō Railway : Jōsō                                              | Moriya       | Préfecture d'Ibaraki  |
| 16     | Miraidaira             | みらい平             | 44,3          |                                                                   | Tsukubamirai | Préfecture d'Ibaraki  |
| 17     | Midorino               | みどりの             | 48,6          |                                                                   | Tsukuba      | Préfecture d'Ibaraki  |
| 18     | Bampaku-kinenkōen      | 万博記念公園         | 51,8          |                                                                   | Tsukuba      | Préfecture d'Ibaraki  |
| 19     | Kenkyū-gakuen          | 研究学園             | 55,6          |                                                                   | Tsukuba      | Préfecture d'Ibaraki  |
| 20     | Tsukuba                | つくば               | 58,3          |                                                                   | Tsukuba      | Préfecture d'Ibaraki  |

## Matériel roulant
La ligne Tsukuba Express est parcourue par trois modèles de trains : les TX-1000 qui fonctionnent uniquement sous courant continu et sont par conséquent limités à la section Akihabara-Moriya, et les TX-2000 et TX-3000 bicourants qui parcourent l'ensemble de la ligne.

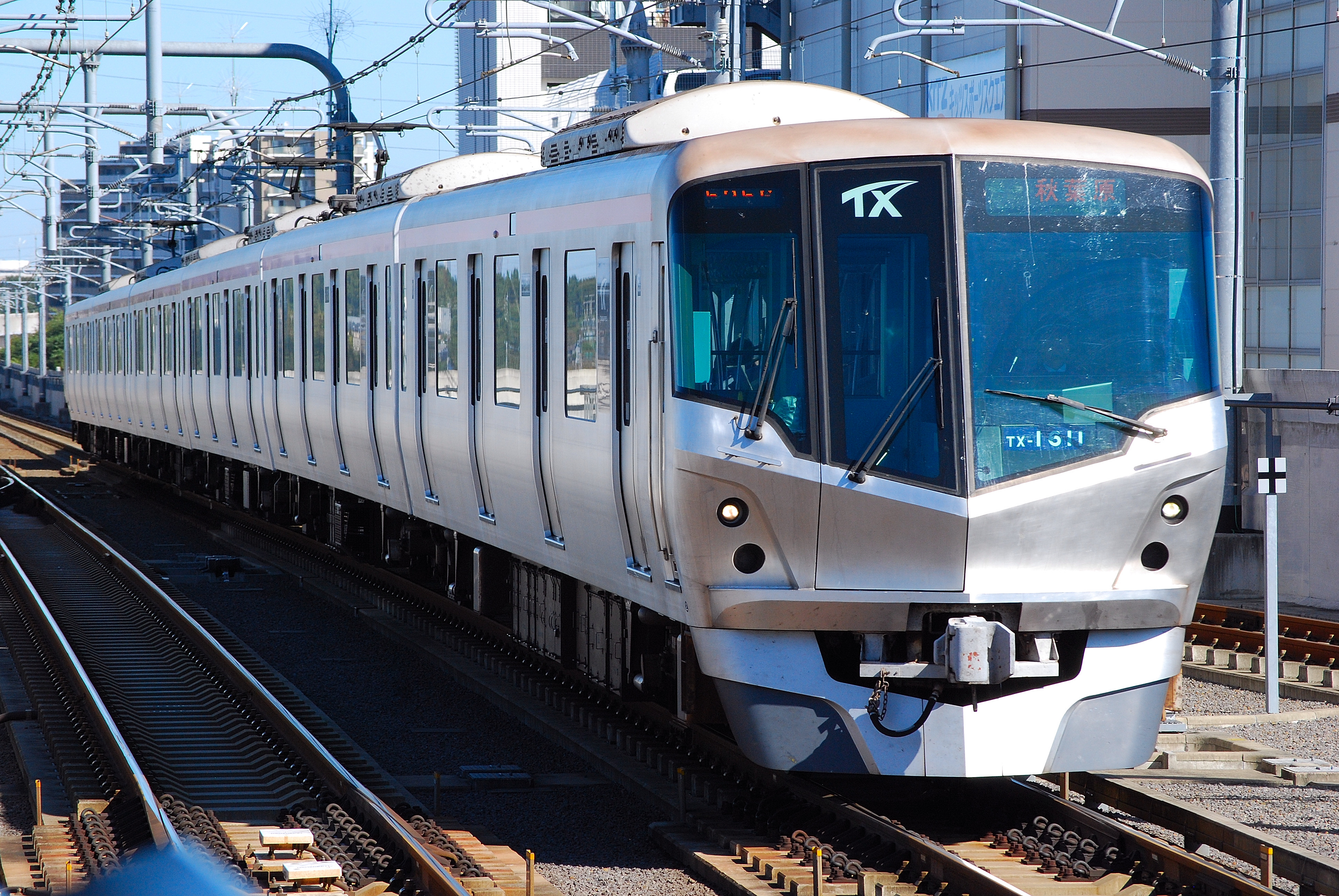
TX-1000
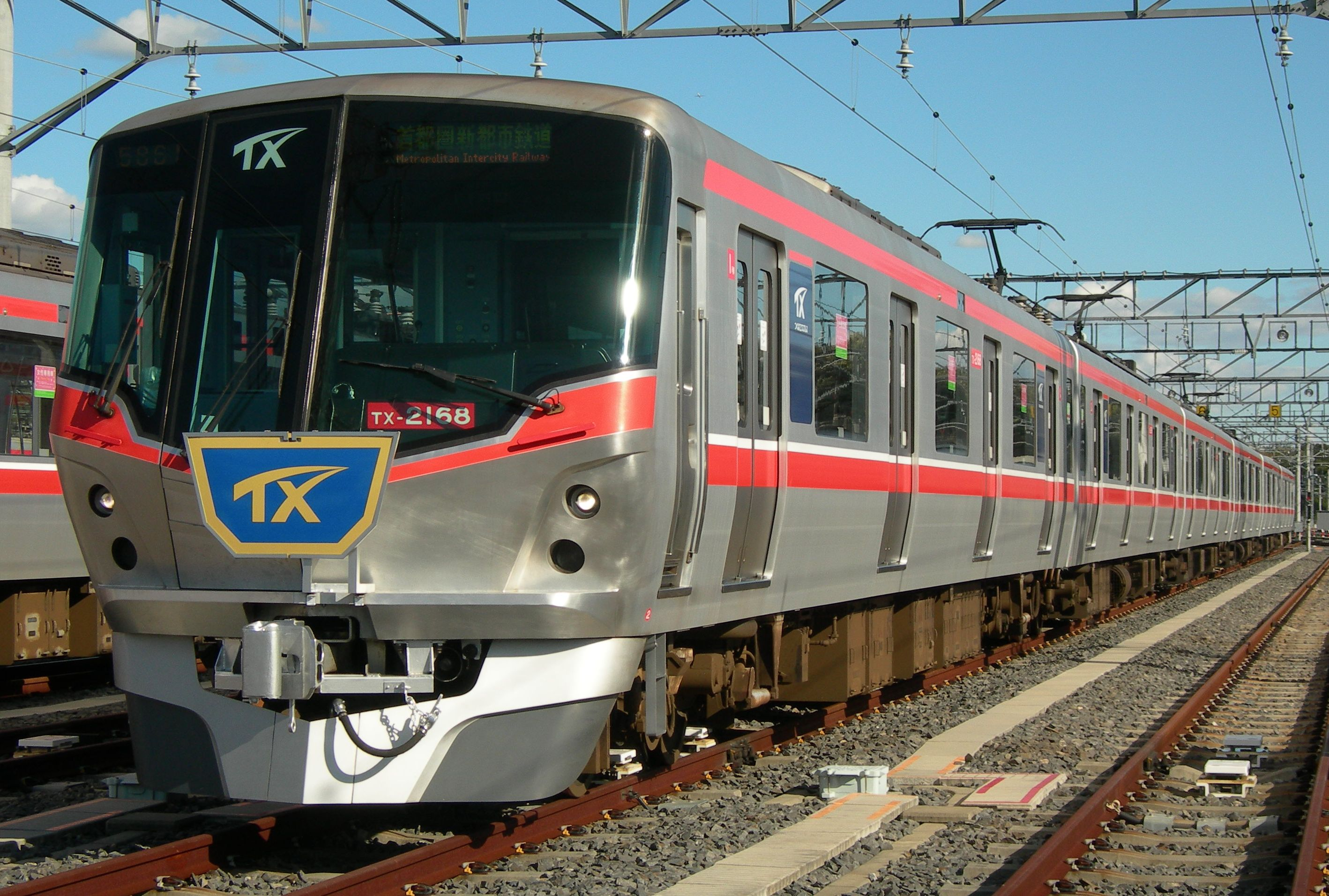
TX-2000
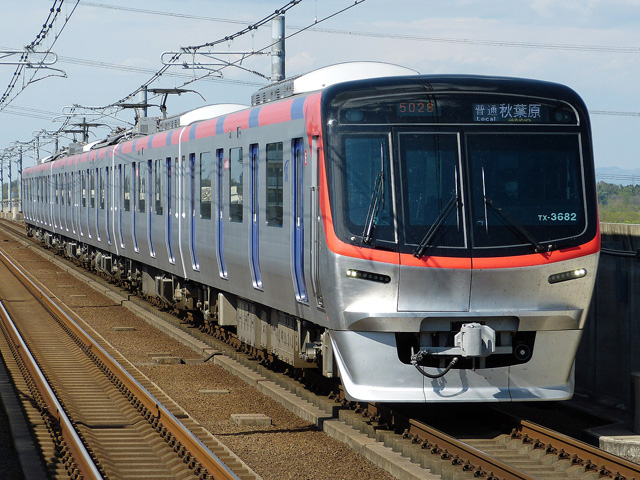
TX-3000

## Fréquentation
En 2010, la fréquentation de la ligne était en moyenne de 283 000 voyageurs par jour. À son ouverture en 2005, la fréquentation était de 151 000 voyageurs par jour.